# Iwill
Pour les articles homonymes, voir Clavel.
 (février 2011).
Si vous disposez d'ouvrages ou d'articles de référence ou si vous connaissez des sites web de qualité traitant du thème abordé ici, merci de compléter l'article en donnant les références utiles à sa vérifiabilité et en les liant à la section « Notes et références ».
Iwill, pseudonyme de Marie-Joseph Léon Clavel, est un peintre français né à Paris le 28 août 1850 et mort en Bretagne en 1923.

## Biographie
Marie-Joseph Léon Clavel est le fils de Frédéric Clavel (1822-1902), économiste et philanthrope, et d'Amélie Philippe (1822-1904). Son frère ainé Émile Clavel (1848-1932) deviendra peintre également.
Il apprend la peinture auprès d'Emmanuel Lansyer et Charles Euphrasie Kuwasseg.
Passant une partie de son enfance à Nancy, il termine ses études au lycée Bonaparte de Paris. Afin de contenter les projets de son père, il débute sa vie active dans le négoce.
Aux premiers jours de la guerre de 1870, il s'engage dans l'armée impériale et y est nommé sergent. Au lendemain des désastres de l'armée de l'est, il est emprisonné en Suisse. C'est dans ce pays que, frappé par la grandeur et la beauté de la nature, il abandonne tout à fait l'idée de faire carrière dans les affaires. Son pseudonyme, Iwill ("je veux") est censé illustrer cette ferme volonté. Son père ayant une charge au secrétariat de l'Assemblée nationale, il y travaille à son tour comme sténographe parlementaire. Mais il ne songe plus dès lors qu'à s'adonner à la contemplation et à la représentation des paysages naturels. Le paysage sera l'unique objet de son œuvre abondante, mais il l'abordera sous toutes ses formes, exposant par exemple, en 1906, aussi bien au Salon des arts de la mer qu'au Salon des peintres de montagne (L'aube à Saint Beatenberg).
Célibataire, il réside au palais Bourbon avec ses parents. Il épouse en février 1876, à Paris, Marie Pauline Caroline Lacher-Ravaisson Mollien, fille de Félix Ravaisson, Joseph Piroux son grand-oncle, est un des témoins du mariage.
À partir de 1875, sous le pseudonyme d'Iwill (« je veux »), il expose au Salon des artistes français, puis un peu plus tard au Salon de la Société nationale des beaux-arts dont il est l'un des fondateurs. Il participe à de très nombreuses expositions orientalistes, aquarellistes et pastellistes tant en France qu'à l'étranger. Il se voit décerner plusieurs récompenses lors des différentes expositions universelles.
Sociétaire des artistes français en 1883, il obtient une mention honorable en 1884, et une médaille d'argent à l'Exposition universelle de 1889. Il est nommé chevalier de la Légion d'honneur en 1894 et reçoit une médaille de bronze à l'Exposition universelle de 1900.
L'État français achète en 1895 Nuit grise, aujourd'hui au musée d'Orsay. Le musée du Petit Palais conserve un bel ensemble de ses oeuvres et celui de Rouen, Le chemin inondé à Berck (1909).
Iwill est un grand voyageur, il plante son chevalet aussi bien aux abords de Paris qu'en Bretagne, Normandie, Hollande, Italie (Rome et Venise notamment) ou la Nouvelle-Zélande. Ses paysages sereins, voire désolés, sont souvent surplombés de ciels chargés. La Normandie est l'un des principaux terrains d'investigation du peintre. Il y séjourne régulièrement comme en témoignent ce Port de Rouen dans la brume et d'autres tableaux comme Fontaine de Granval à Fécamp (1887), Saint Vaast la Hougue (1891). Il exploite surtout les sites côtiers (Les grèves d'Étretat, Les falaises du Tréport) mais peint aussi, la même année que le tableau rouennais Les ruines de l'abbaye de Valmont, près de Fécamp, motif pittoresque par excellence.
Ses plus grandes réussites se trouvent dans ses effets de brume. On retrouve des procédés similaire dans ses représentations de la lagune vénitienne, où le soleil ou la lune sont toujours enveloppés d'un voile épais. Dans la première décennie du XXe siècle, le Salon de la Société nationale des beaux-arts sera rarement privé de ses envois de vues de Venise. La comparaison avec les expériences impressionnistes rappelle qu'il existe plus d'une forme de modernité dans l'art du paysage à cette époque.

## Œuvres dans les collections publiques
- Béziers, musée des Beaux-Arts : Dans La Hague.
- Bourg-en-Bresse, musée municipal :
  - Le Sierros 94[9]
  - Marine[10].
- Castres, Musée Goya :  Route des Andelys[11].
- Dijon, musée des Beaux-Arts : La Fondamenta nuove, Venise[12].
- Louviers, Musée de Louviers : Vue du Grand Canal, Venise (1892), pastel.
- Rouen, musée des Beaux-Arts : Le Chemin inondé à Berck, 1912[13].
- Paris, musée d'Orsay : Nuit grise
- Munich, galerie Dr. Fresen : Le port de Rouen dans la brume (1882)

Œuvres d'Iwill
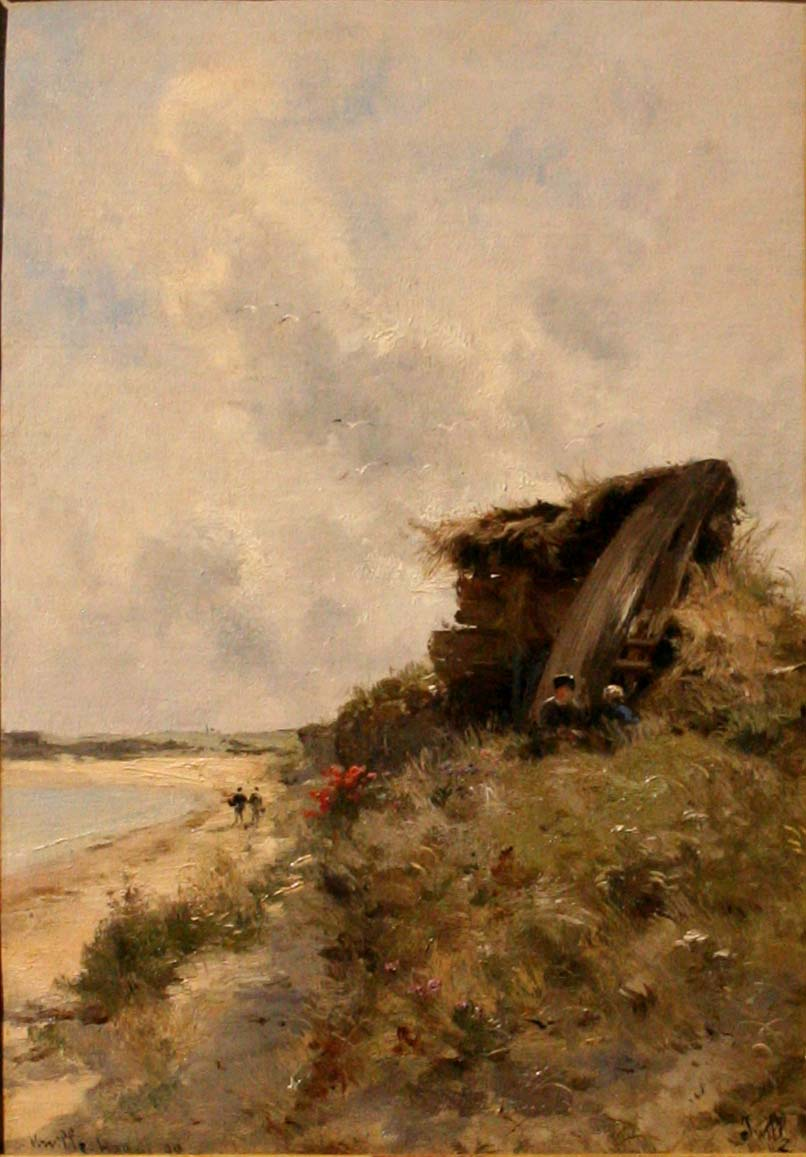
Dans La Hague, musée des Beaux-Arts de Béziers.
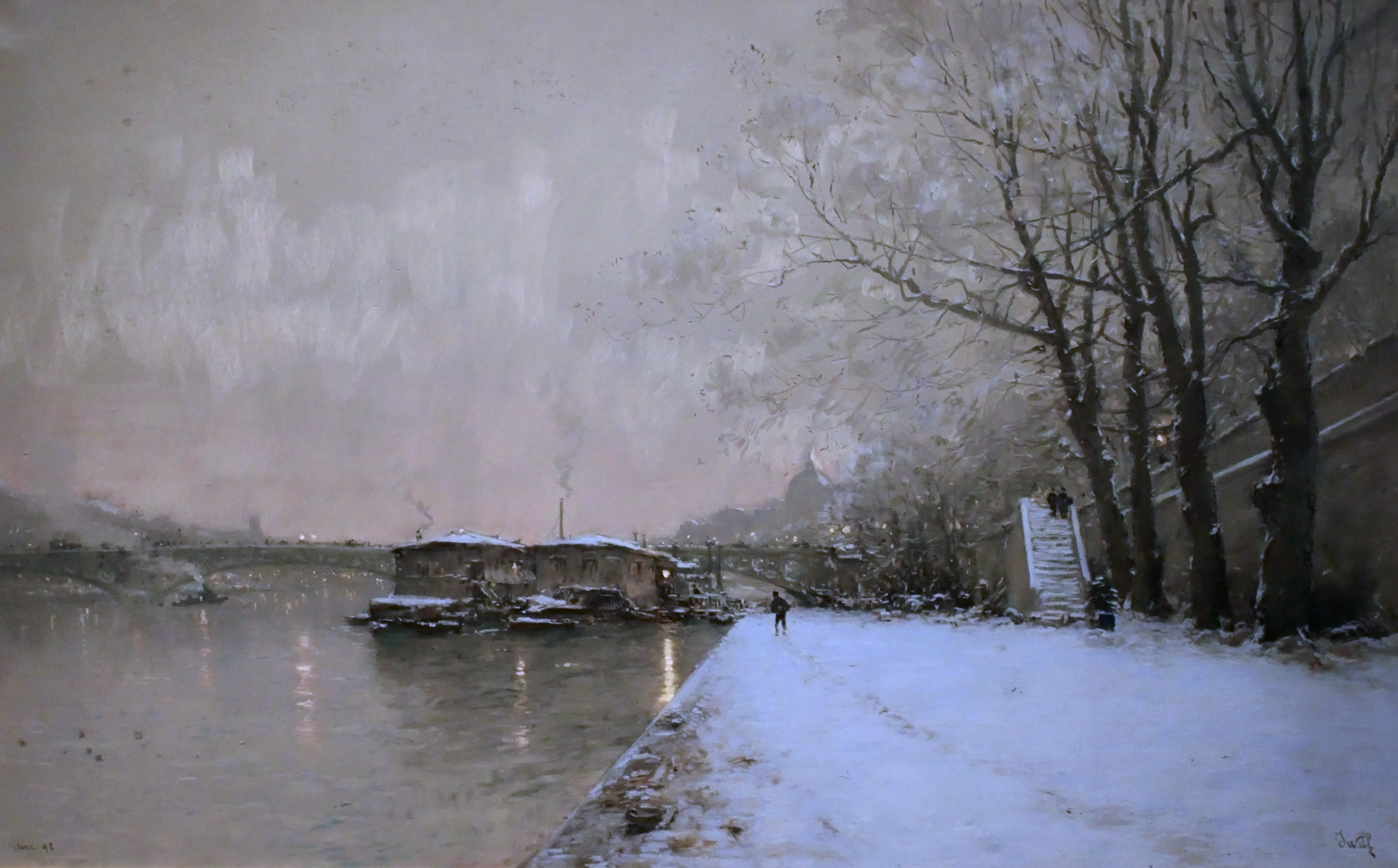
Le Soir ; Paris sous la neige (1892), pastel, Paris, Petit Palais.
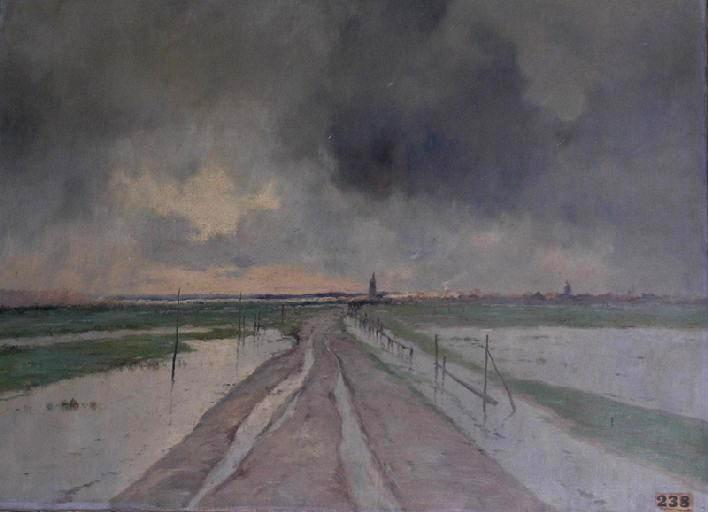
Le Chemin inondé à Berck (1912), musée des Beaux-Arts de Rouen.

## Distinctions
- Chevalier de la Légion d'honneur[14].
- Commandeur du Nichan Iftikhar[15].